# Santa Anatolia (Borgorose)
Santa Anatolia is een plaats (frazione) in de Italiaanse gemeente Borgorose.